# Eamon
Eamon Doyle, mera känd som Eamon, född 19 september 1984, är en amerikansk musiker. 
Uppvuxen i New York, USA. Mest känd är han för hiten Fuck It (I Don't Want You Back. Låten blev otroligt stor i Italien, och översattes därför till italienska. Den italienska versionen heter Solo.

## Uppväxten
Eamons far hade ett stort intresse för musik och är delvis en av skaparna bakom doo wop. Kanske är det av den anledningen som Eamon sysslar med ho-woop.
Eamon började sjunga vid 9-årsåldern och när han blev femton uppmärksammades han av låtskrivaren/producenten Milk Dee, som har jobbat med MC Lyte, Janet Jackson och Mary J. Blige.
Han har uppträtt i Sverige sammanlagt fyra gånger. Senast på The Voice sommaren 2006, som var ett gratisframträdande.

## Skivkontraktet
Låten "Fuck It (I Don't Want You Back)" skickades gång på gång ut till olika skivbolag och misslyckades varje gång. "Fuck It" är en ballad med svordomar, som ingen av skivbolagen trodde på. "Ändra texterna" sa de, men Eamon vägrade. Istället skickade han låten till en radiostation som spelade låten och lyssnarna älskade det. Låten önskades så mycket att den blev listetta. Då blev skivbolaget plötsligt intresserade. Han fick sitt kontrakt, sitt album och sin listetta på Billboard.
Låten handlar om Eamons ex-flickvän som dumpade honom. Ex-flickvännen, Frankee (som sedan visade sig vara fejk), gjorde sedan en cover på låten under namnet "Fuck you right back".
I slutet av 2012 berättade Eamon på sin officiella Facebook att han är i studion och arbetar med ett album som kommer att släppas 2013.

## Love & Pain
Eamons andra album, Love & Pain, var planerad att släppas i USA den 1 augusti 2006, men den "officiella" utgivningen avbröts av skäl som inte får avslöjas av Jive Records. Albumets enda singel var "How Could You".

## Diskografi

### Album
| År   | Album                 | Listplaceringar | Listplaceringar | Listplaceringar |
| År   | Album                 | U.S.            | UK              | AUS             |
| ---- | --------------------- | --------------- | --------------- | --------------- |
| 2004 | I Don't Want You Back | #7              | #6 [Guld]       | #34             |
| 2006 | Love & Pain           | -               | -               | -               |

### Singlar
| År   | Titel                             | Listplaceringar | Listplaceringar | Listplaceringar | Listplaceringar | Album                 |
| År   | Titel                             | U.S.            | UK              | AUS             | ITA             | Album                 |
| ---- | --------------------------------- | --------------- | --------------- | --------------- | --------------- | --------------------- |
| 2004 | "Fuck It (I Don't Want You Back)" | 16              | 1               | 1               | 1               | I Don't Want You Back |
| 2004 | "I Love Them Ho's (Ho-Wop)"       | —               | 27              | 22              | —               | I Don't Want You Back |
| 2006 | "(How Could You) Bring Him Home"  | —               | 61              | —               | 26              | Love & Pain           |